# Arif Karaoglan
Arif Karaoglan (türkisch Arif Karaoğlan; * 21. Januar 1986 in Gaziantep) ist ein deutsch-türkischer Fußballspieler.

## Karriere
Der im türkischen Gaziantep geborene Karaoglan kam bereits im Kindesalter nach Deutschland. Seine ersten fußballerischen Schritte unternahm er bei den saarländischen Vereinen SV Bübingen und 1. FC Saarbrücken. Nach einem Jugendjahr in England bei Nottingham Forest kehrte er nach Saarbrücken zurück. Mit den FCS-Junioren spielte er in der A-Jugend-Bundesliga und 2004 rückte Karaoglan in die Reservemannschaft des 1. FC Saarbrücken auf, die in der Oberliga Südwest spielte. Am letzten Spieltag der Saison 2005/06 debütierte er bei den Profis in der 2. Bundesliga. Beim 2:0-Sieg gegen Eintracht Braunschweig stand er in der Startelf und bereitete das 1:0 von Nazif Hajdarović vor. Mit Saarbrücken stieg er in den folgenden zwei Jahren über die Regionalliga bis in die Oberliga ab. 2008 wechselte er in die türkische dritte Liga zu Eyüpspor. Nach einem Jahr kehrte er nach Deutschland zurück, wo er nacheinander für die Oberligisten Borussia Neunkirchen und SVN Zweibrücken spielte. 2013 wechselte er zu den aus der Oberliga abgestiegenen Sportfreunden Köllerbach und spielte fortan in der Saarlandliga. Im Sommer 2016 schloss er sich dem SV Röchling Völklingen an, mit dem er in der Saison 2016/17 Vizemeister wurde und in die Regionalliga Südwest aufstieg.

## Erfolge
- Aufstieg in die Regionalliga in der Saison 2016/17 (mit Röchling Völklingen)